# Francesco Bronzi
Francesco Bronzi (Napoli, 27 marzo 1934) è uno scenografo italiano.
Ha ricevuto il David di Donatello per il miglior scenografo (1995) e il Nastro d'argento alla migliore scenografia (1996) per il film L'uomo delle stelle, diretto da Giuseppe Tornatore, David di Donatello migliore scenografia per il film Canone Inverso di Richy Tognazzi nel 2000. Nel 1984 ha ricevuto la nomination per Kaos dei fratelli Taviani, nel 2018 la Chioma di Berenice per il film Agadah di Alberto Rondalli.

## Biografia
Francesco Bronzi ha studiato scenografia all'Accademia di belle arti di Napoli, ha frequentato i corsi alla Facoltà di architettura. Ha vinto la borsa di studio al Centro sperimentale di cinematografia. Si è diplomato con il maestro Guido Fiorini. Ha cominciato la sua carriera scenografica come assistente scenografo di Giorgio Giovannini, per il film I tre volti della paura (1963).
In cinquant'anni di attività scenografica ha collaborato con vari registi, come: Dino Risi, Jerzy Skolimowski, Giuseppe Tornatore, fratelli Taviani, Gillo Pontecorvo, Damiano Damiani, Roland Joffé, Carlo Verdone, Alastair Reid, Giorgio Capitani. Le sue ultime scenografie sono state realizzate per delle miniserie televisive, tra cui La freccia nera (2006), per la regia di Fabrizio Costa, Coco Chanel di Christian Duguay nel 2008, SOS Befana di Francesco Vicario nel 2011, Guerra e pace di Robert Dornhelm nel 2007, Giulio Cesare di Uli Edel nel 2002, Madre Teresa di Fabrizio Costa.
Francesco Bronzi ha insegnato architettura degli interni all'Università degli Studi di Perugia.

## Filmografia
- I tre volti della paura (1963), regia di Mario Bava, (assistente scenografo)
- I cuori infranti (1963), regia di Gianni Puccini, (scenografo)
- Amore facile (1964), regia di Gianni Puccini, (assistente scenografo e assistente costumista)
- Il compagno Don Camillo, regia di Luigi Comencini (1965) (assistente scenografo e trovarobe)
- 002 - Operazione Luna, regia di Lucio Fulci (1965) (assistente scenografo)
- I due parà (1965), regia di Lucio Fulci, (assistente scenografo)
- Oggi, domani, dopodomani (segmento La moglie bionda), regia di Eduardo De Filippo, Marco Ferreri e Luciano Salce (1965) (arredatore)
- Tentazioni proibite, regia di Osvaldo Civirani (1965) (scenografo)
- Django, regia di Sergio Corbucci (1966) (trovarobe)
- Il grande colpo dei 7 uomini d'oro, regia di Marco Vicario (1966) (arredatore)
- El Greco, regia di Luciano Salce (1966) (scenografie set)
- Lo sbarco di Anzio, regia di Duilio Coletti (1968) (ambientatore)
- Sangue chiama sangue, regia di Luigi Capuano (1968) (scenografo)
- Queimada, regia di Gillo Pontecorvo (1969) (arredatore set)
- Città violenta, regia di Sergio Sollima (1970) (scenografie set)
- Tre donne, regia di Alfredo Giannetti (1971) (scenografo) - miniserie televisiva: 
  - La sciantosa
  - 1943: Un incontro
  - L'automobile
- Un uomo da rispettare, regia di Michele Lupo (1972) (architetto-scenografo)
- Uomini duri, regia di Duccio Tessari (1974) (scenografo)
- Il generale dorme in piedi, regia di Francesco Massaro (1974) (scenografo)
- Porgi l'altra guancia, regia di Franco Rossi (1974) (arredatore)
- Un genio, due compari, un pollo, regia di Damiano Damiani (1975) (scenografo e direttore artistico)
- Controrapina, regia di Antonio Margheriti (1975) (architetto-scenografo)
- Il comune senso del pudore, regia di Alberto Sordi (1976) (scenografo)
- Mimì Bluette fiore del mio giardino, regia di Carlo Di Palma (1976) (scenografo)
- La tigre è ancora viva: Sandokan alla riscossa!, regia di Sergio Sollima (1977) (scenografo)
- Charleston, regia di Marcello Fondato (1977) (architetto-scenografo)
- Per questa notte, regia di Carlo Di Carlo (1977) (architetto-scenografo)
- Io tigro, tu tigri, egli tigra, regia di Renato Pozzetto e Giorgio Capitani (1978) (scenografo)
- Killer Fish - L'agguato sul fondo, regia di Antonio Margheriti (1979) (architetto-scenografo)
- Io sto con gli ippopotami, regia di Italo Zingarelli (1979) (architetto-scenografo)
- S.H.E. - La volpe, il lupo, l'oca selvaggia, regia di Robert Michael Lewis (1980) (scenografo)
- Banana Joe, regia di Steno (1982) (scenografo)
- Kaos, regia di Paolo e Vittorio Taviani (1984) (scenografo)
- Via degli specchi, regia di Giovanna Gagliardo (1983) (scenografo)
- Acque di primavera, regia di Jerzy Skolimowski (1989) (scenografo)
- Tre colonne in cronaca (film 1990) , regia di Carlo Vanzina (scenografo)
- Maledetto il giorno che t'ho incontrato, regia di Carlo Verdone (1992) (scenografo)
- Al lupo al lupo, regia di Carlo Verdone (1992) (scenografo)
- Perdiamoci di vista, regia di Carlo Verdone (1994) (scenografo)
- L'uomo delle stelle, regia di Giuseppe Tornatore (1995) (scenografo)
- Nostromo (Joseph Conrad's Nostromo), regia di Alastair Reid – miniserie TV (1996) (scenografo)
- Il quarto re, regia di Stefano Reali (1997) (scenografo)
- La seconda moglie, regia di Ugo Chiti (1998) (scenografo)
- Canone inverso - Making Love, regia di Ricky Tognazzi (2000) (scenografo)
- Incompreso, film tv, regia di Enrico Oldoini (2002) (architetto-scenografo)
- Giulio Cesare, miniserie televisiva, regia di Uli Edel (2002) (scenografo)
- Madre Teresa, miniserie televisiva, regia di Fabrizio Costa (2003) (scenografo)
- Rita da Cascia, miniserie televisiva, regia di Giorgio Capitani (2004) (scenografo)
- San Pietro, miniserie televisiva, regia di Giulio Base (2005) (scenografo)
- Callas e Onassis, miniserie televisiva, regia di Giorgio Capitani (2005) (architetto-scenografo)
- La freccia nera, miniserie televisiva, regia di Fabrizio Costa (2006) (architetto-scenografo)
- Guerra e pace, miniserie televisiva (episodi 1.1 a 1.4), regia di Robert Dornhelm (2007) (scenografo)
- Aldo Moro - Il presidente, miniserie televisiva, regia di Gianluca Maria Tavarelli (2008) (scenografo)
- Coco Chanel, miniserie televisiva, regia di Christian Duguay (2008) (scenografo)
- SOS Befana, film tv, regia di Francesco Vicario (2011) (scenografo)
- Il mio nome è Thomas, regia di Terence Hill (2018) (scenografo)
- Più forti del destino, regia di Alexis Sweet (2022) (scenografo)

## Riconoscimenti
- David di Donatello per:
  - 1984: Kaos
  - 1996: L'uomo delle stelle
  - 2000: Canone inverso - Making Love
- Nastro d'argento alla migliore scenografia:
  - 1996: L'uomo delle stelle
- Ciak d'oro per la migliore scenografia:
  - 1996: L'uomo delle stelle[1]
- CHIOMA DI BERENICE per la migliore scenografia
  - 2018; Agadah